# Botanophila stenocerca
Botanophila stenocerca är en tvåvingeart som beskrevs av Zheng och Fan 1990. Botanophila stenocerca ingår i släktet Botanophila och familjen blomsterflugor.
Artens utbredningsområde är Qinghai (Kina). Inga underarter finns listade i Catalogue of Life.